# Athboy
Athboy is een plaats in het Ierse graafschap Meath. De plaats telt 6.447 inwoners.